# Жълта черешова гъба
Жълтата черешова гъба (Hygrocybe acutoconica) е вид базидиева гъба от семейство Hygrophoraceae. Международната микологична асоциация признава вида Hygrocybe acutoconica (Clements 1893) Singer 1951, а по-разпространените имена като Hygrocybe persistens (Britzelm.) Singer 1940 и Hygrocybe langei (Kühner) A.H. Sm. & Hesler 1942 са всъщност синоними. Гъбата се характеризира с издължената си камбановидна гугла, която е жълта или оранжева (рядко червена) на цвят. При разкъсване не почернява, но с възрастта цвета може да се промени до тъмно сив.

## Външен вид
Гугла
Гуглата е цилиндрична при младите гъби, но постепенно формата се променя до камбановидна и плоска. В диаметър гуглата достига до няколко сантиметра (от 2 до 10 cm). Ръбът на гуглата е леко набразден при младите гъби, но с възрастта когато гуглата се завива наобратно може да е разкъсан. Цвета варира между жълт, оранжев и дори червен.
Пластинки
Пластинките са свободни от пънчето или слабо закачени за него. Разположени са гъсто, сравнително дебели, на цвят жълти.
Пънче
Пънчето е издължено цилиндрично, достигащо на дължина 6 до 8 cm, изключително тънко (3 до 6 mm). При допир може да е лепкаво и мазно, рядко е сухо. Цветът е подобен на този при гуглата, но леко белезникав при основата, а при стареене цветът се променя на сив до черен.
Месо
Месестата част на гъбата е с фина структура, с жълтеникав цвят. Няма забележима миризма или вкус.
Споров прах
Споровият прах е бял на цвят.